# Margarito Salazar Cárdenas
Margarito Salazar Cárdenas (ur. 22 lutego 1958 w Matamoros) – meksykański duchowny katolicki, biskup diecezji Matehuala od 2018.

## Życiorys

### Prezbiterat
Święcenia kapłańskie przyjął 12 czerwca 1989 i został inkardynowany do diecezji Matamoros. Pełnił funkcje m.in. pedagoga, wykładowcy, prorektora i rektora miejscowego seminarium, obrońcy węzła w sądzie biskupim, skarbnika diecezjalnego oraz wikariusza biskupiego.

### Episkopat
3 marca 2018 został mianowany przez papieża Franciszka biskupem diecezji Matehuala. Saky udzielił mu 24 maja 2018 metropolita San Luis Potosí – arcybiskup Carlos Cabrero Romero.